# Wilcox County (Alabama)
Das Wilcox County ist ein County im Bundesstaat Alabama der Vereinigten Staaten. Der Verwaltungssitz (County Seat) ist Camden.

## Geographie
Das County liegt im mittleren Südwesten von Alabama und hat eine Fläche von 2350 Quadratkilometern, wovon 49 Quadratkilometer Wasserflächen sind. Es grenzt im Uhrzeigersinn an folgende Countys: Dallas County, Lowndes County, Butler County, Monroe County, Clarke County und Marengo County.

## Geschichte
Wilcox County wurde am 13. Dezember 1819 gebildet. Benannt wurde es nach Leutnant Joseph M. Wilcox (1791–1814), der im Creek-Krieg von 1813/14 kämpfte. Er wurde von den Muskogee gefangen genommen und skalpiert.

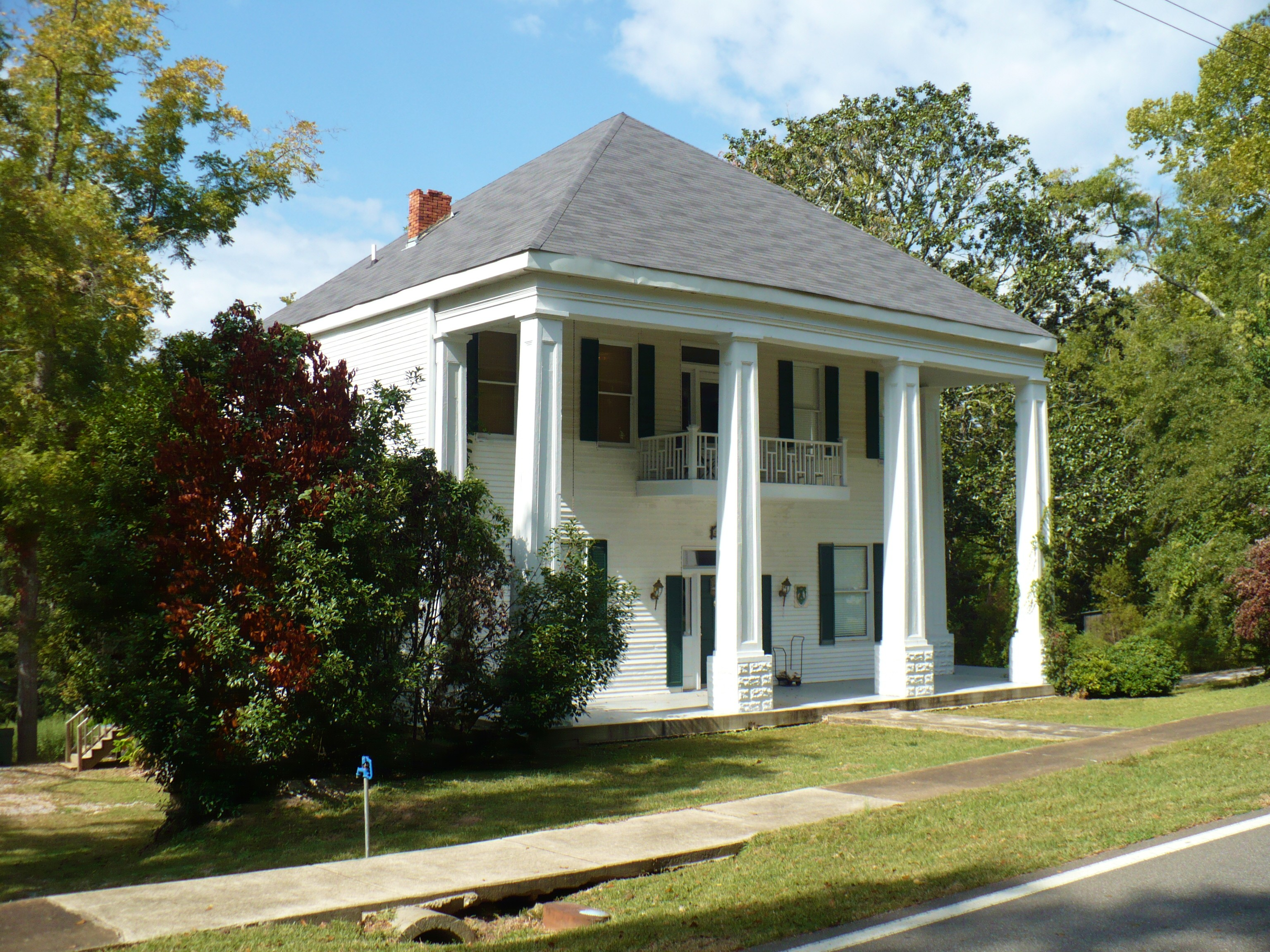
Im Pine Apple Historic District (2010)

15 Bauwerke und Stätten im County sind im National Register of Historic Places (NRHP) eingetragen (Stand 14. April 2020), darunter die Ackerville Baptist Church of Christ, der Pine Apple Historic District und der Wilcox County Courthouse Historic District.

## Demographische Daten

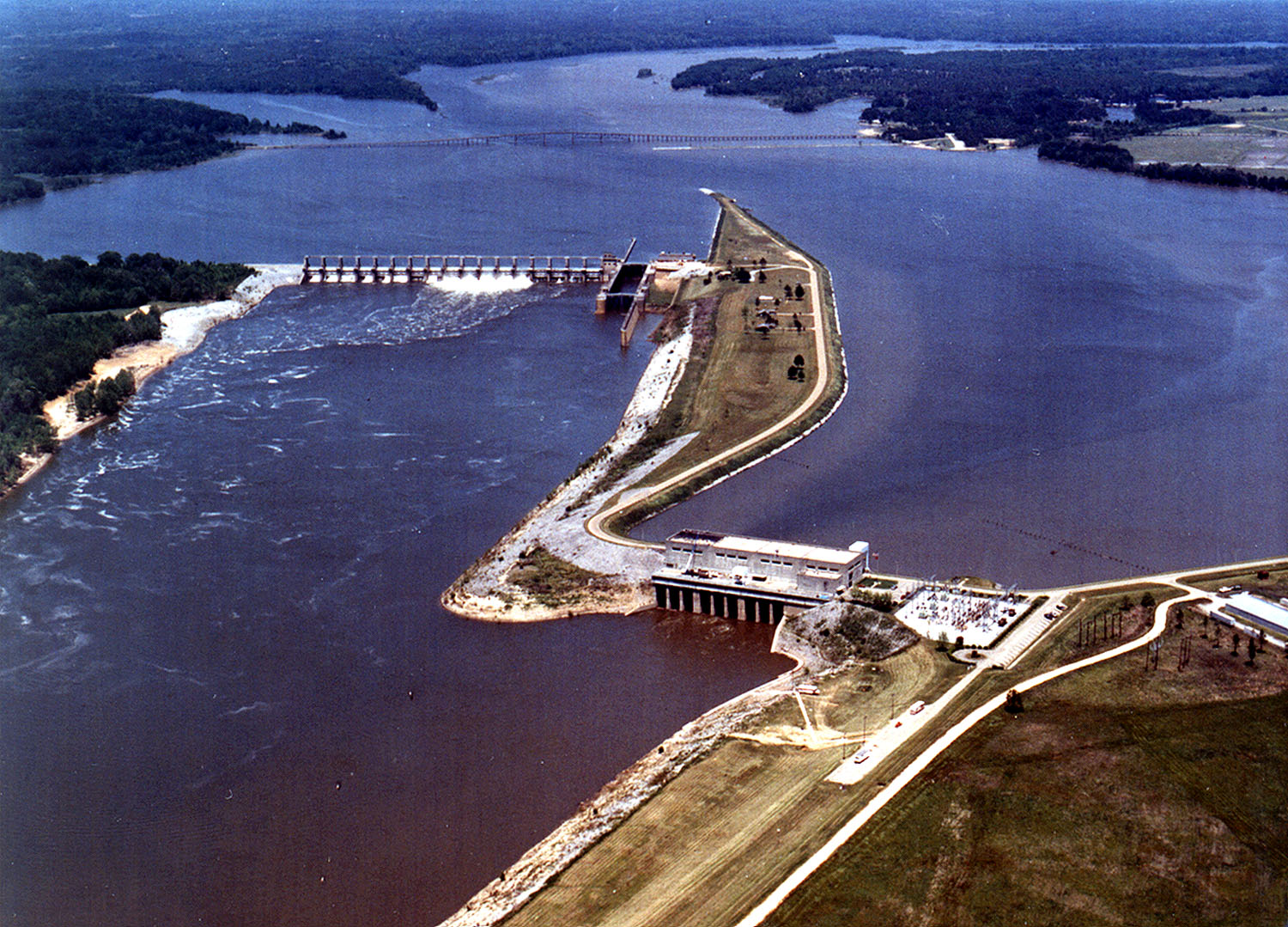
Millers Ferry Dam am Alabama River

Nach der Volkszählung im Jahr 2000 lebten im Wilcox County 13.183 Menschen. Davon wohnten 301 Personen in Sammelunterkünften, die anderen Einwohner lebten in 4.776 Haushalten und 3.376 Familien. Die Bevölkerungsdichte betrug 6 Einwohner pro Quadratkilometer. Ethnisch betrachtet setzte sich die Bevölkerung zusammen aus 27,51 Prozent Weißen, 71,90 Prozent Afroamerikanern, 0,14 Prozent amerikanischen Ureinwohnern, 0,13 Prozent Asiaten, 0,02 Prozent Bewohnern aus dem pazifischen Inselraum und 0,11 Prozent aus anderen ethnischen Gruppen; 0,19 Prozent stammten von zwei oder mehr Ethnien ab. 0,74 Prozent der Bevölkerung waren spanischer oder lateinamerikanischer Abstammung.
Von den 4.776 Haushalten hatten 36,0 Prozent Kinder und Jugendliche unter 18 Jahren, die bei ihnen lebten. In 39,8 Prozent lebten verheiratete, zusammen lebende Paare, 26,5 Prozent waren allein erziehende Mütter, 29,3 Prozent waren keine Familien, 27,5 Prozent aller Haushalte waren Singlehaushalte und in 11,9 Prozent lebten Menschen im Alter von 65 Jahren oder darüber. Die Durchschnittshaushaltsgröße betrug 2,70 und die durchschnittliche Familiengröße betrug 3,31 Personen.
30,7 Prozent der Bevölkerung waren unter 18 Jahre alt, 9,1 Prozent zwischen 18 und 24, 25,5 Prozent zwischen 25 und 44, 21,0 Prozent zwischen 45 und 64 und 13,7 Prozent waren 65 Jahre oder älter. Das Durchschnittsalter betrug 34 Jahre. Auf 100 weibliche Personen kamen 87,2 männliche Personen und auf Frauen im Alter von 18 Jahren und darüber kamen 81 Männer.
Das jährliche Durchschnittseinkommen eines Haushalts betrug 16.646 USD, das Durchschnittseinkommen einer Familie 22.200 USD. Männer hatten ein Durchschnittseinkommen von 26.216 USD, Frauen 17.274 USD. Das Prokopfeinkommen betrug 10.903 USD. 36,1 Prozent der Familien und 39,9 Prozent der Einwohner lebten unterhalb der Armutsgrenze.

## Orte im Wilcox County
- Ackerville
- Alberta
- Allenton
- Anne Manie
- Arlington
- Asahel
- Awin
- Bellview
- Boykin
- Caledonia
- Camden
- Carleys
- Catherine
- Coal Bluff
- Coy
- Culpeper
- Darlington
- Dry Forks
- Estelle
- Fatama
- Flatwood
- Furman
- Gastonburg
- Hestle
- Kimbrough
- Lamison
- Lower Peach Tree
- MacMillan
- McBrydes
- McWilliams
- Midway
- Millers Ferry
- Neenah
- Nellie
- Oak Hill
- Pebble Hill
- Pine Apple
- Pine Hill
- Prairie
- Prairie Bluff
- Rehoboth
- Rockwest
- Rosebud
- Rutthven
- Schuster
- Shawnee
- Sheppard
- Snow Hill
- Sunny South
- Vredenburgh
- Watsonville
- Yellow Bluff